# Desa Mekarmukti (administrativ by i Indonesien, lat -6,69, long 107,92)
Desa Mekarmukti är en administrativ by i Indonesien.   Den ligger i provinsen Jawa Barat, i den västra delen av landet, 130 km öster om huvudstaden Jakarta.